# بونتا كارنيرو
بونتا كارنيرو (بالإسبانية: Punta Carnero)‏ هي أرضٌ تقعُ على ساحل إسبانيا، بالقربِ من مدينة الجزيرة الخضراء، حيث ينحدر الطرف الشرقي من تل جالوز بنحو 200 متر ليلتقي بالبحر الأبيض المتوسط. من أبرزِ معالم هذه الأرض التراثيّة منارة بونتا كارنيرو التي تمثلُ مدخل خليج جبل طارق ومضيق جبل طارق.

## التاريخ
عقدَ أسطولٌ برتغالي بقيادة الملك جون الأول ملك البرتغال في آب/أغسطس 1415 مجلس حرب، وذلك قُبيلَ القيام بغزو سبتة، بينما كان يرسو قبالة بونتا كارنيرو.